# 若美町
若美町（わかみまち）は秋田県中央部にあった町。日本海に面していた。町名の「わかみ」は渡部、角間崎、宮沢の各地域の頭文字を取ったもの。
2005年3月22日、男鹿市と合併して新しい男鹿市の一部となり廃止。

## 地理
- 湖沼: 八郎潟

### 隣接していた自治体
- 男鹿市
- 南秋田郡：大潟村
- 山本郡：八竜町

## 歴史
- 出羽国秋田郡方口村(かたぐち)として成立したとされる。
- 1956年4月1日 - 払戸村と潟西村が合併し、琴浜村（ことはまむら）が発足。
- 1970年11月1日 - 町制施行、即日改称し若美町となる。
- 2005年3月22日 - 隣接していた（旧）男鹿市と合併し、男鹿市となり消滅。

## 産業

### 漁業
- 若美漁港

## 交通

### 鉄道
町内を鉄道路線は走っていない。最寄りは、JR東日本男鹿線船越駅。

### 道路
- 一般国道
  - 国道101号
- 主要地方道
  - 秋田県道42号男鹿八竜線
  - 秋田県道54号男鹿琴丘線
- 一般県道
  - 秋田県道298号道村大川線
  - 秋田県道304号払戸箱井線

## 出身者
- 伊藤ももこ（女優）
- 落合博満（プロ野球選手・プロ野球監督） - 潟西村出身
- 小松直之（漫画家、イラストレータ）